# Octonión dividido
En matemáticas, los octoniones divididos son un álgebra no asociativa de 8 dimensiones sobre los números reales. A diferencia de los octoniones ordinarios, contienen elementos distintos de cero que no son invertibles. Además, las signaturas de sus forma cuadrática difieren: los octoniones divididos tienen una signatura dividida (4,4), mientras que los octoniones ordinarios tienen una signatura definida positiva (8,0).
Excluyendo otros elementos algebraicos isomorfos, los octoniones ordinarios y los octoniones divididos son las únicas dos álgebras de composición de 8 dimensiones sobre los números reales. También son las dos únicas álgebras octoniónicas sobre los números reales. Las álgebras de octoniones divididos análogas a los octoniones divididos se pueden definir sobre cualquier cuerpo.

## Definición

### Construcción de Cayley-Dickson
Los octoniones y los octoniones divididos se pueden obtener a partir de la construcción de Cayley-Dickson definiendo una multiplicación por pares de cuaterniones. Para ello, se introduce una nueva unidad imaginaria ℓ y se expresa un par de cuaterniones (a, b) en la forma a + ℓb. El producto está definido por las reglas siguientes:
{\displaystyle (a+\ell b)(c+\ell d)=(ac+\lambda {\bar {d}}b)+\ell (da+b{\bar {c}})}
donde
{\displaystyle \lambda =\ell ^{2}.}
Si se elige λ para que sea −1, se obtienen los octoniones. Si, en cambio, se toma como +1 se obtienen los octoniones divididos. También se pueden obtener los octoniones divididos mediante una duplicación de Cayley-Dickson de los cuaterniones divididos. Aquí, cualquiera de las opciones de λ (±1) da los octoniones divididos.

### Tabla de multiplicar

Un esquema mnemónico de los productos de los octoniones divididos

Una base de los octoniones divididos viene dada por el conjunto {\displaystyle \{\ 1,\ i,\ j,\ k,\ \ell ,\ \ell i,\ \ell j,\ \ell k\ \}}.
Cada octonión dividido {\displaystyle x} se puede escribir como una combinación lineal de los elementos básicos,
{\displaystyle x=x_{0}+x_{1}\,i+x_{2}\,j+x_{3}\,k+x_{4}\,\ell +x_{5}\,\ell i+x_{6}\,\ell j+x_{7}\,\ell k,}
con coeficientes reales {\displaystyle x_{a}}.
Por linealidad, la multiplicación de octoniones divididos está completamente determinada por la siguiente tabla de multiplicar:
|               |                        | Multiplicador          |                         |                         |                         |                         |                         |                         |                         |
|               |                        | {\displaystyle 1}      | {\displaystyle i}       | {\displaystyle j}       | {\displaystyle k}       | {\displaystyle \ell }   | {\displaystyle \ell i}  | {\displaystyle \ell j}  | {\displaystyle \ell k}  |
| Multiplicando | {\displaystyle 1}      | {\displaystyle 1}      | {\displaystyle i}       | {\displaystyle j}       | {\displaystyle k}       | {\displaystyle \ell }   | {\displaystyle \ell i}  | {\displaystyle \ell j}  | {\displaystyle \ell k}  |
| Multiplicando | {\displaystyle i}      | {\displaystyle i}      | {\displaystyle -1}      | {\displaystyle k}       | {\displaystyle -j}      | {\displaystyle -\ell i} | {\displaystyle \ell }   | {\displaystyle -\ell k} | {\displaystyle \ell j}  |
| Multiplicando | {\displaystyle j}      | {\displaystyle j}      | {\displaystyle -k}      | {\displaystyle -1}      | {\displaystyle i}       | {\displaystyle -\ell j} | {\displaystyle \ell k}  | {\displaystyle \ell }   | {\displaystyle -\ell i} |
| Multiplicando | {\displaystyle k}      | {\displaystyle k}      | {\displaystyle j}       | {\displaystyle -i}      | {\displaystyle -1}      | {\displaystyle -\ell k} | {\displaystyle -\ell j} | {\displaystyle \ell i}  | {\displaystyle \ell }   |
| Multiplicando | {\displaystyle \ell }  | {\displaystyle \ell }  | {\displaystyle \ell i}  | {\displaystyle \ell j}  | {\displaystyle \ell k}  | {\displaystyle 1}       | {\displaystyle i}       | {\displaystyle j}       | {\displaystyle k}       |
| Multiplicando | {\displaystyle \ell i} | {\displaystyle \ell i} | {\displaystyle -\ell }  | {\displaystyle -\ell k} | {\displaystyle \ell j}  | {\displaystyle -i}      | {\displaystyle 1}       | {\displaystyle k}       | {\displaystyle -j}      |
| Multiplicando | {\displaystyle \ell j} | {\displaystyle \ell j} | {\displaystyle \ell k}  | {\displaystyle -\ell }  | {\displaystyle -\ell i} | {\displaystyle -j}      | {\displaystyle -k}      | {\displaystyle 1}       | {\displaystyle i}       |
| Multiplicando | {\displaystyle \ell k} | {\displaystyle \ell k} | {\displaystyle -\ell j} | {\displaystyle \ell i}  | {\displaystyle -\ell }  | {\displaystyle -k}      | {\displaystyle j}       | {\displaystyle -i}      | {\displaystyle 1}       |

Se muestra una regla mnemotécnica en el diagrama de la derecha, que representa la tabla de multiplicar para los octoniones divididos, que se deriva de un octonión padre (uno de 480 posibles), que se define por:
{\displaystyle e_{i}e_{j}=-\delta _{ij}e_{0}+\varepsilon _{ijk}e_{k},\,}
donde {\displaystyle \delta _{ij}} es la delta de Kronecker y {\displaystyle \varepsilon _{ijk}} es el símbolo de Levi-Civita con valor {\displaystyle +1} cuando {\displaystyle ijk=123,154,176,264,257,374,365,} y:
{\displaystyle e_{i}e_{0}=e_{0}e_{i}=e_{i};\,\,\,\,e_{0}e_{0}=e_{0},}
con {\displaystyle e_{0}} el elemento escalar, y {\displaystyle i,j,k=1...7.}
Las flechas rojas indican posibles inversiones de dirección impuestas al negar el cuadrante inferior derecho del elemento padre, creando un octonión dividido con esta tabla de multiplicar.

### Conjugado, norma e inverso
El conjugado de un octonión dividido x viene dado por
{\displaystyle {\bar {x}}=x_{0}-x_{1}\,i-x_{2}\,j-x_{3}\,k-x_{4}\,\ell -x_{5}\,\ell i-x_{6}\,\ell j-x_{7}\,\ell k,}
al igual que para los octoniones.
La forma cuadrática en x viene dada por
{\displaystyle N(x)={\bar {x}}x=(x_{0}^{2}+x_{1}^{2}+x_{2}^{2}+x_{3}^{2})-(x_{4}^{2}+x_{5}^{2}+x_{6}^{2}+x_{7}^{2}).}
Esta forma cuadrática N(x) es una  forma cuadrática isotrópica, ya que hay octoniones divididos x distintos de cero con N(x) = 0. Con N, los octoniones divididos forman un espacio pseudoeuclídeo de ocho dimensiones sobre R', a veces escrito como R4,4 para indicar la signatura de la forma cuadrática.
Si N(x) ≠ 0, entonces x tiene un inverso multiplicativo (de dos lados) x−1 dado por
{\displaystyle x^{-1}=N(x)^{-1}{\bar {x}}.}

## Propiedades
Los octoniones divididos, al igual que los octoniones, no son conmutativos ni asociativos. También como los octoniones, forman un álgebra de composición, ya que la forma cuadrática N es multiplicativa. Es decir,
{\displaystyle N(xy)=N(x)N(y).}
Los octoniones divididos satisfacen las identidades de Moufang, formando un álgebra alternativa. Por lo tanto, según el teorema de Artin, la subálgebra generada por dos elementos cualesquiera es asociativa. El conjunto de todos los elementos invertibles (es decir, aquellos elementos para los cuales N(x) ≠ 0) forman un bucle de Moufang.
El grupo de automorfismo de los octoniones divididos es un grupo de Lie de 14 dimensiones, la forma real dividida del excepcional grupo de Lie simple G2.

## Álgebra de matrices vectoriales de Zorn
Dado que los octoniones divididos no son asociativos, no pueden representarse mediante matrices ordinarias (la multiplicación de matrices siempre es asociativa). Zorn encontró una manera de representarlos como "matrices" que contienen escalares y vectores utilizando una versión modificada de la multiplicación de matrices. Específicamente, defina una matriz vectorial para que sea una matriz 2×2 de la forma
{\displaystyle {\begin{bmatrix}a&\mathbf {v} \\\mathbf {w} &b\end{bmatrix}},}
donde a y b son números reales y v' y w son vectores en R3. Se define la multiplicación de estas matrices por la regla:
{\displaystyle {\begin{bmatrix}a&\mathbf {v} \\\mathbf {w} &b\end{bmatrix}}{\begin{bmatrix}a'&\mathbf {v} '\\\mathbf {w} '&b'\end{bmatrix}}={\begin{bmatrix}aa'+\mathbf {v} \cdot \mathbf {w} '&a\mathbf {v} '+b'\mathbf {v} +\mathbf {w} \times \mathbf {w} '\\a'\mathbf {w} +b\mathbf {w} '-\mathbf {v} \times \mathbf {v} '&bb'+\mathbf {v} '\cdot \mathbf {w} \end{bmatrix}}}
donde · y × son el producto escalar y producto vectorial ordinarios de 3 vectores. Con la suma y la multiplicación escalar definidas como de costumbre, el conjunto de todas estas matrices forma un álgebra unitaria de 8 dimensiones no asociativa sobre los números reales, llamada álgebra de matrices vectoriales de Zorn.
Se define ahora el "determinante" de una matriz vectorial según la regla
{\displaystyle \det {\begin{bmatrix}a&\mathbf {v} \\\mathbf {w} &b\end{bmatrix}}=ab-\mathbf {v} \cdot \mathbf {w} }.
Este determinante es una forma cuadrática en el álgebra de Zorn que satisface la regla de composición:
{\displaystyle \det(AB)=\det(A)\det(B).\,}
El álgebra de matrices vectoriales de Zorn es, de hecho, isomorfa al álgebra de octoniones divididos. Un octonion {\displaystyle x} se puede expresar en la forma
{\displaystyle x=(a+\mathbf {v} )+\ell (b+\mathbf {w} )}
donde {\displaystyle a} y {\displaystyle b} son números reales y v' y w son cuaterniones imaginarios puros considerados vectores en R3. El isomorfismo de los octoniones divididos al álgebra de Zorn viene dado por
{\displaystyle x\mapsto \phi (x)={\begin{bmatrix}a+b&\mathbf {v} +\mathbf {w} \\-\mathbf {v} +\mathbf {w} &a-b\end{bmatrix}}.}
Este isomorfismo preserva la norma desde {\displaystyle N(x)=\det(\phi (x))}.

## Aplicaciones
Los octonones divididos se utilizan en la descripción de las leyes físicas. Por ejemplo:
- La ecuación de Dirac en física (la ecuación de movimiento de una partícula libre de espín 1/2, como, por ejemplo, un electrón o un protón) se puede expresar en la aritmética nativa de los octoniones divididos.[7]
- La mecánica cuántica supersimétrica tiene una extensión octoniónica.[8]
- El álgebra de octoniones divididos basada en las leyes de Zorn se puede utilizar para modelar la cromodinámica cuántica SU(3) simétrica de gauge local.[9]
- El problema de una pelota que rueda sin resbalar en otra bola de radio 3 veces mayor tiene la forma real dividida del grupo excepcional G2 como grupo de simetría, debido al hecho de que este problema se puede describir usando octoniones divididos.[10]